# Hoyerswerda
Hoyerswerda (felsőszorb nyelven Wojerecy) település Németországban, azon belül Szászország tartományban. Lakosainak száma 31 404 fő (2023. december 31.). Hoyerswerda Lohsa, Wittichenau, Bernsdorf, Lauta, Elsterheide és Spreetal községekkel határos.

## Népesség
A település népességének változása:
| Lakosok száma | 33 116 | 32 658 | 31 326 | 31 356 | 31 404 |
|               | 2017   | 2019   | 2021   | 2022   | 2023   |